# Isola Toros
L'isola Toros (in russo Остров Торос, ostrov Toros) è un'isola russa, bagnata dal mare di Barents.
Amministrativamente fa parte del circondario cittadino (gorodskoj okrug) di Aleksandrovsk dell'oblast' di Murmansk, nel Circondario federale nordoccidentale.

## Geografia
L'isola è situata nella parte centro-meridionale del mare di Barents, appena a nord dell'ingresso della baia di Kola, sul suo lato occidentale. Dista dal continente, nel punto più vicino, circa 130 m; lo stretto Toros (пролив Торос) la separa dalla terraferma.
Ha una forma rettangolare irregolare, orientata in direzione nordest-sudovest, con il lato rivolto alla terraferma leggermente più lungo. Misura circa 2,6 km di lunghezza e 1,15 km di larghezza massima. L'isola è rocciosa e, circondata da scogliere. Il punto più alto, al centro dell'isola, ha un'altezza massima di 78,5 m s.l.m.; su esso è presente un punto di triangolazione geodetica. Un'altra altura si trova a sud e misura 58,8 m s.l.m. Le acque attorno all'isola raggiungono una profondità di 186 m.
L'isola Toros si trova di fronte ad un piccolo promontorio, dove sorge l'insediamento disabitato di Kuvšinskaja Salma (Кувшинская Салма).

### Isole adiacenti
Nelle vicinanze di Toros si trovano:
- Isole Lajnovy (острова Лайновы), 40 m a nord, sono due piccole isole, orientate in diresione nordovest-sudest. L'isola settentrionale, di forma pressappoco circolare, è la più grande. Ha un diametro di 390 m e un'altezza massima di 24,5 m s.l.m.[4] La minore, a forma di goccia, è un isolotto di 200 m di lunghezza e poco meno di 100 m di larghezza. (69°18′55″N 33°28′25.5″E)
- Isola Kuvšin (остров Кувшин), 170 m a sudovest di Toros, è un'isola rocciosa di forma ovale, situata all'ingresso della baia Kislaja (губа Кислая). È lunga quasi 900 m e larga 350 m al centro. La sua altezza massima e di 62 m s.l.m.,[4] mentre un'altra altura a sud misura 21,6 m s.l.m.[4] Tra Kuvšin e Toros, più vicina a quest'ultima, si trova uno scoglio senza nome. (69°17′54″N 33°24′50″E)
- L'isola Zelënyj (остров Зелёный), si trova di fronte all'ingresso della baia della Sajda, a 600 m dalla terraferma e 1,7 km a sud di Toros.[4] (69°16′46″N 33°24′34.55″E)